# Rocinela tropica
Rocinela tropica är en kräftdjursart som beskrevs av Lima 1986. Rocinela tropica ingår i släktet Rocinela och familjen Aegidae. Inga underarter finns listade i Catalogue of Life.